# Motorjakt

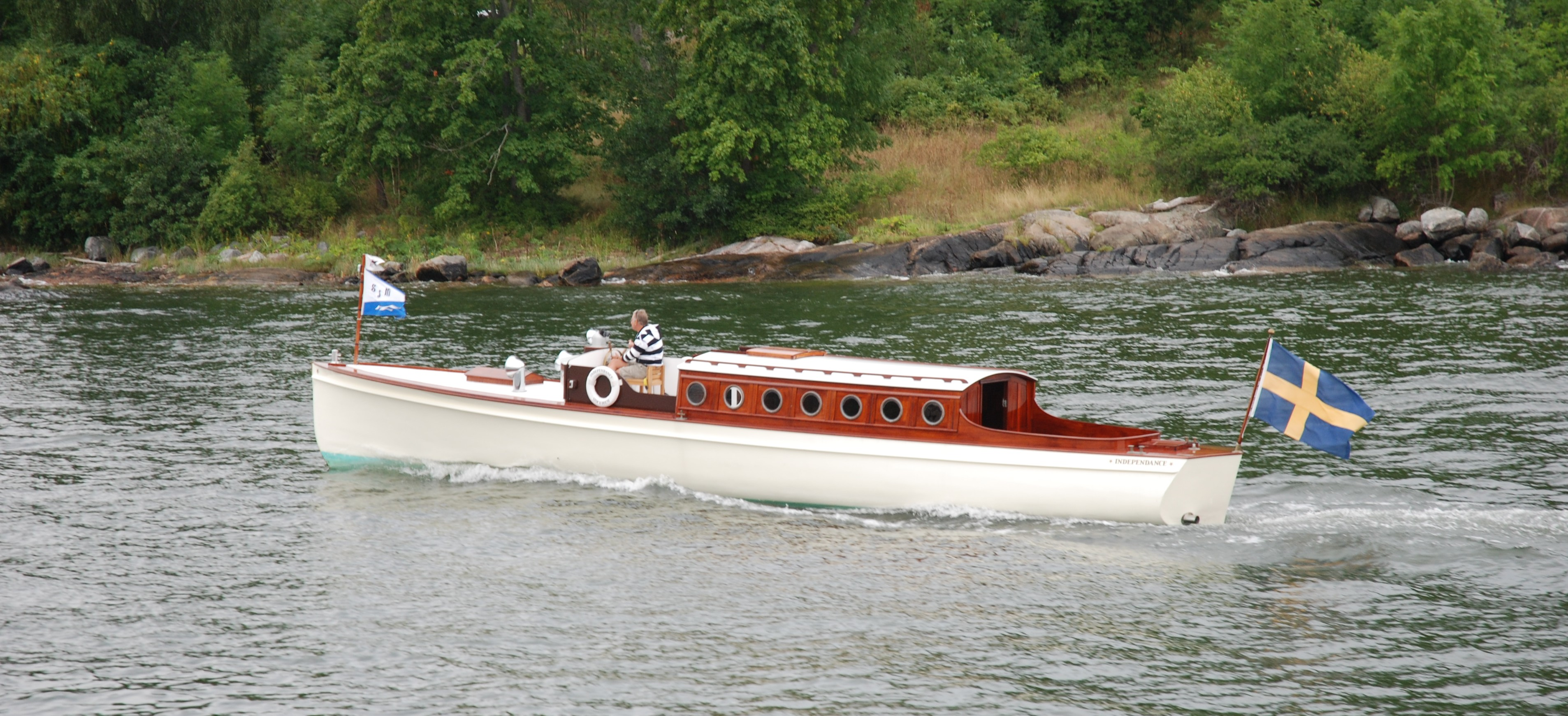
M/Y Indépendance, sjösatt 1912, i Stockholms skärgård

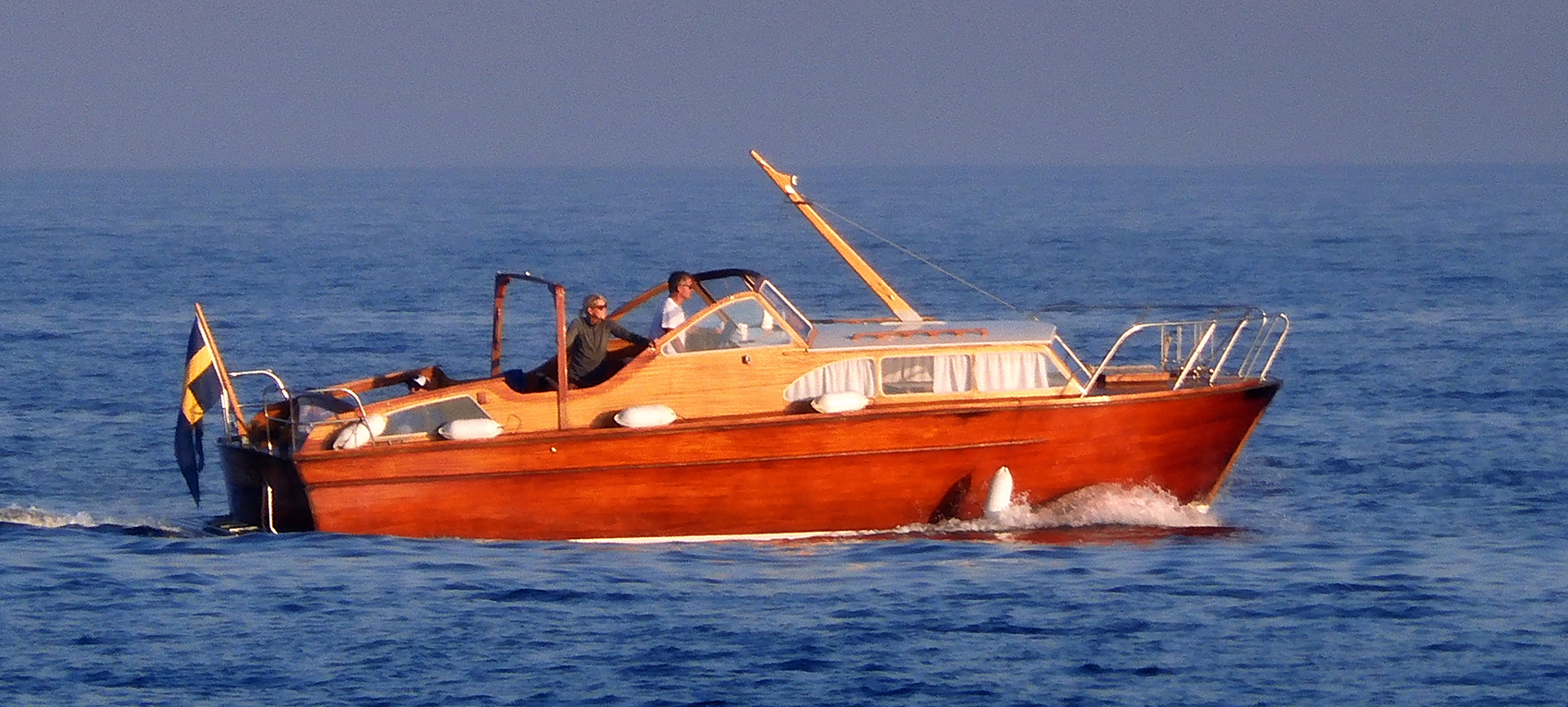
Florida, ritad av Harry Becker och byggd i ett enda exemplar på Holms Yachtvarv i Gamleby 1962.

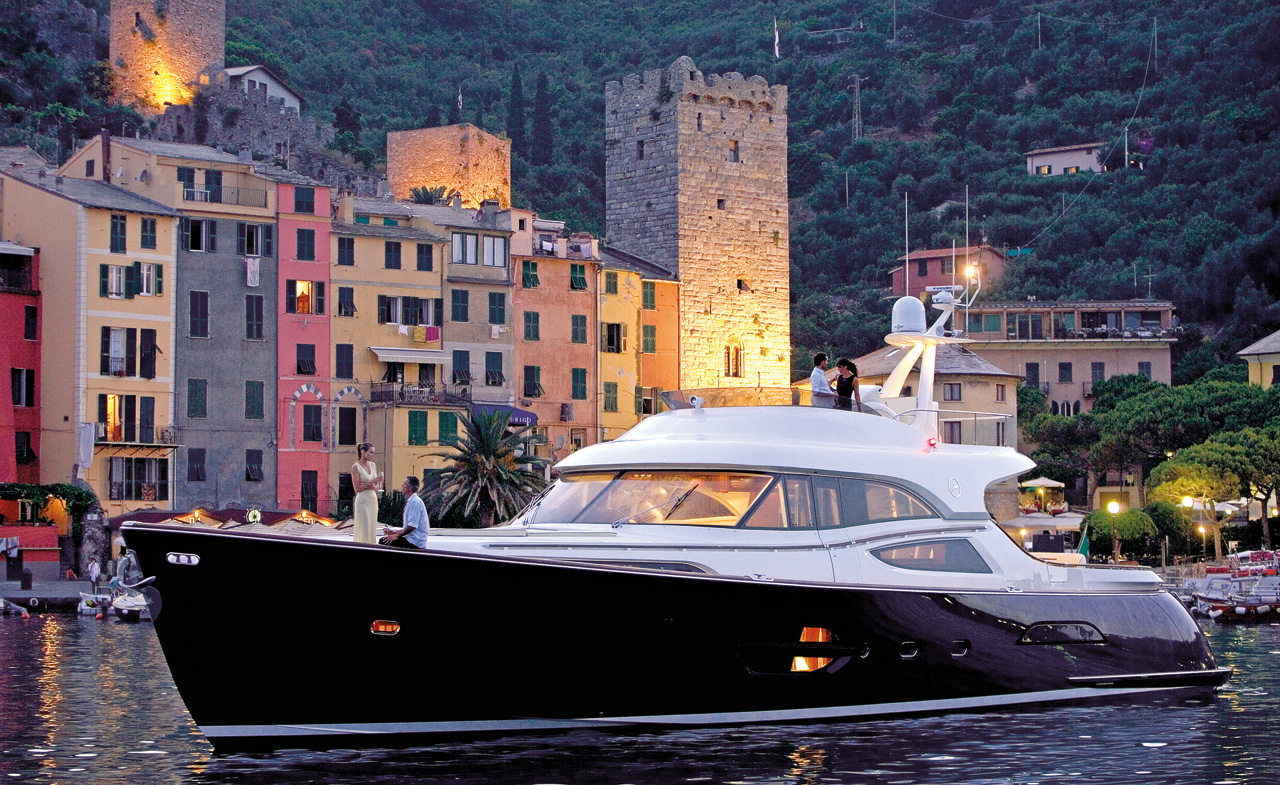
En 74 fots Mochi Craft motorjakt

Motorjakt (även stavat motoryacht, kort: M/Y, MY) eller motorkryssare kallas en motordriven jakt – en stor och elegant motorbåt för nöjesresor snarare än för kommersiellt bruk, ofta tillräckligt stor och bekväm för att bo i.

## De längsta motorjakterna i världen
Lista från 17 february 2025:

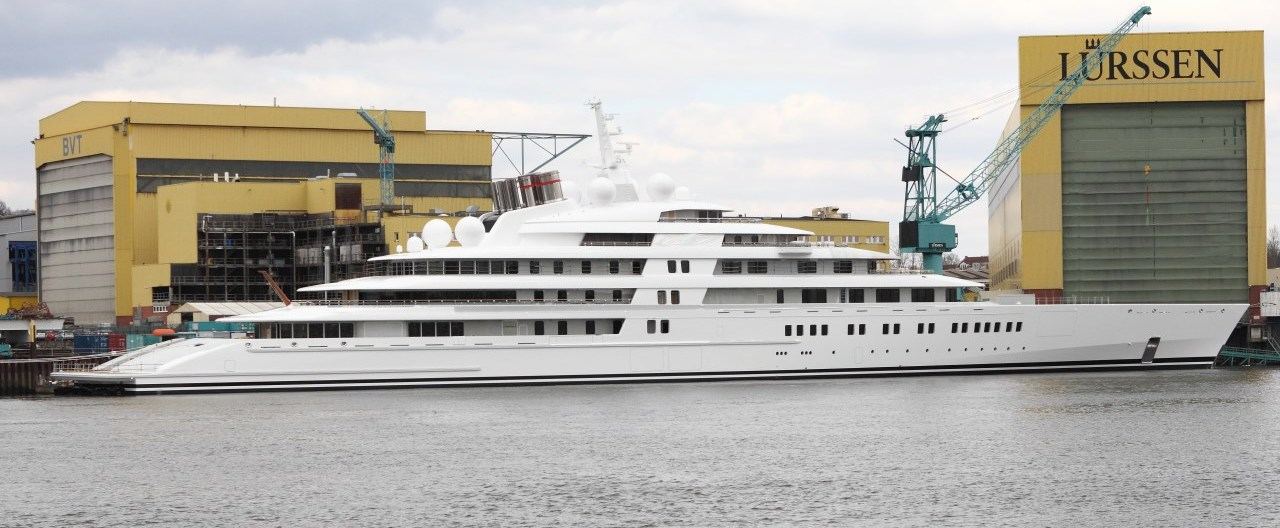
Azzam, 2013.

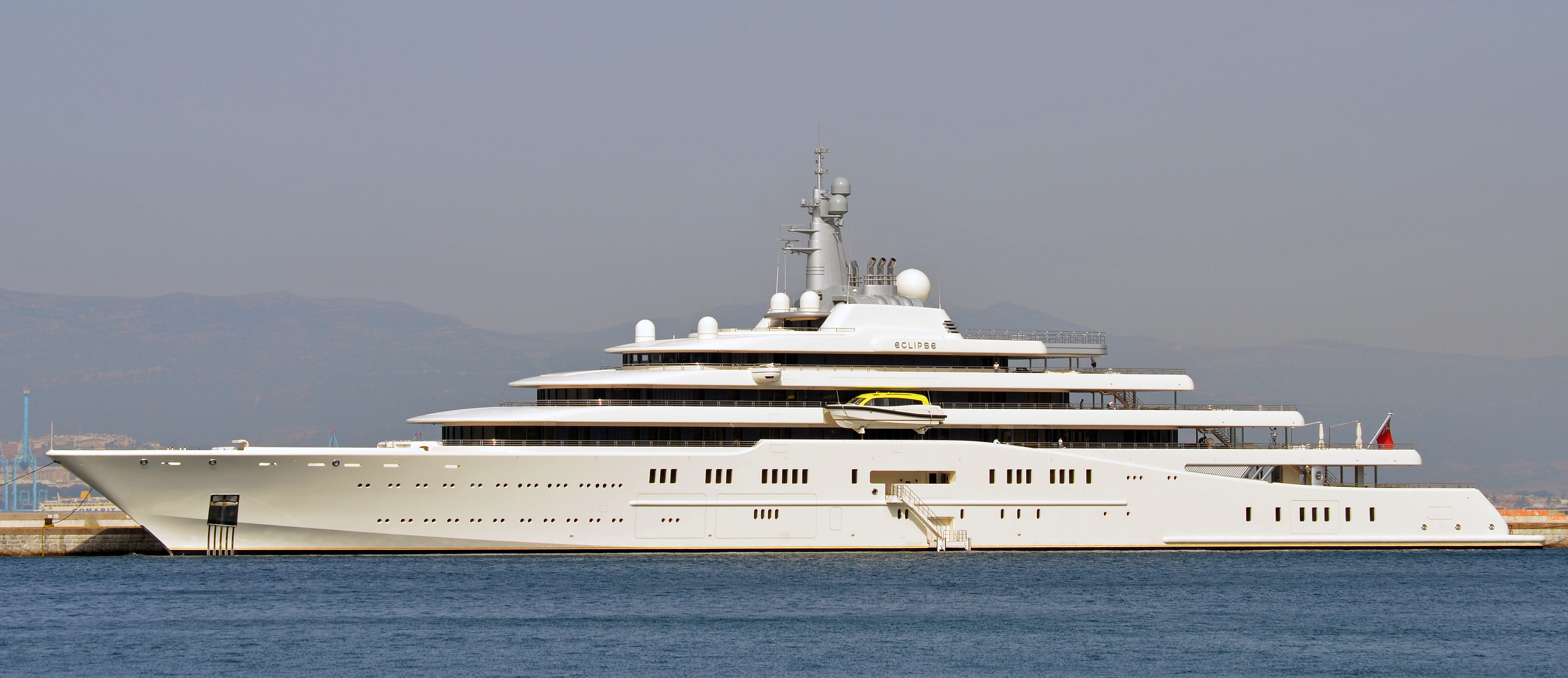
Eclipse, 2012.

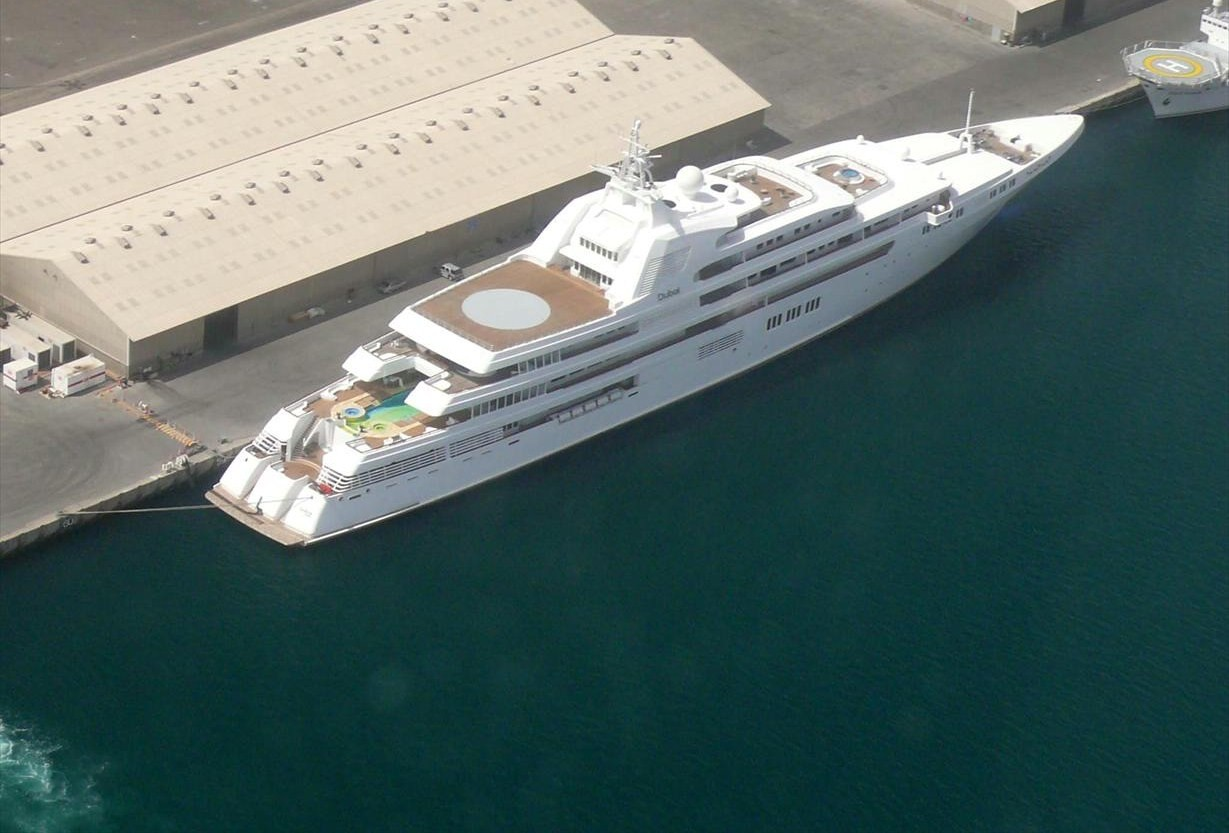
Dubai, 2008.

1. Azzam – 180,6 m (al-Walid bin Talal, Saudiarabien, 2013)
2. Eclipse – 162,5 m (Roman Abramovitj, Ryssland, 2010)
3. Dubai - 162 m (Mohammed bin Rashid Al Maktoum av Dubai, Förenade arabemiraten, 2006)
4. Blue – 158 m (Mansour bin Zayed Al-Nahyan av Abu Dhabi, Förenade arabemiraten, 2022)
5. Dilbar – 156 m (Alisjer Usmanov, Ryssland, 2016)
6. Al Said – 155 m (Omanska staten, 2008)
7. El Mahrousa – 150,57 m (Egyptens flotta, 1865)
8. A+ – 147,25 m (Mansour bin Zayed Al-Nahyan av Abu Dhabi, Förenade arabemiraten, 2012)
9. Prince Abdulaziz – 147,01 m (Saudiarabiens kungafamilj, 1984)
10. OK – 146 m (okänd, 1982)
11. A (segelyacht) – 142,81 m (Andrej Melnitjenko, Ryssland, 2017)
12. Nord – 142 m (Aleksej Mordasjov, Ryssland, 2021)
13. Yas – 141 m (Hamdan bin Zayed bin Sultan Al-Nahyan av Abu Dhabi, Förenade arabemiraten, 2012)
14. Ocean Victory – 140 m (Viktor Rasjnikov, Ryssland, 2014)
15. Scheherazade – 140 m (okänd ägare, 2020)
16. Solaris – 140 m (Roman Abramovitj, Ryssland, 2021)
17. Al Salamah – 139,29 m (Salman bin Hamad Al Khalifa, Bahrain, 1999)
18. Rising Sun – 138,01 m (David Geffen, USA, 2004)
19. Flying Fox – 136 m (Dimitrij Kamensjtjik, Ryssland, 2019)
20. Savarona – 135,94 m (Turkiska staten, 1931)
21. Crescent – 135,5 m (Igor Setjin, Ryssland, 2018)
22. Serene – 133,9 m (Mohammed bin Salman, Saudiarabien, 2011)
23. Al Mirqab – 133 m (Hamad bin Jassim bin Jaber al-Thani, Qatar, 2008)
24. Koru – 127 m (Jeff Bezos, USA, 2023)
25. Octopus – 126,2 m (Roger Samuelsson, Sverige, 2003)

## Svenska motorjakter i urval
- M/Y Loris
- Svalan
- M/Y Arona
- M/Y Alba II
- M/Y Gersime